# Óriás-fényseregély
Az óriás-fényseregély (Lamprotornis australis)  a madarak osztályának verébalakúak (Passeriformes) rendjébe és a seregélyfélék (Sturnidae) családjába tartozó faj.
A magyar név forrással nincs megerősítve.

## Előfordulása
Angola, Botswana, a Dél-afrikai Köztársaság, Mozambik, Namíbia, Szváziföld, Zambia és Zimbabwe területén honos. A természetes élőhelyei a víz közeli erdők, de emberi településeken is előfordul.

## Alfajai
- Lamprotornis australis australis
- Lamprotornis australis degener

## Megjelenése
Testhossza 30 centiméter.

## Életmódja
Rovarokkal (lepke, méh, darazs, hangya, sáska) és gyümölcsökkel táplálkozik.

## Szaporodása
Fészekalja 2-4 tojásból áll.